# Новое Патрикеево
Но́вое Патрике́ево (тат. Яңа Патрикеево) — посёлок в Кайбицком районе Татарстана. Входит в состав Маломеминского сельского поселения.

## География
Расположен на левобережье Свияги в окружении нескольких небольших озёр. Посёлок находится в 55 км к юго-западу от Казани и в 22 км к востоку от районного центра — села Большие Кайбицы. С юга к посёлку примыкает лесной массив.
В 7 км к востоку от посёлка расположена деревня Патрикеево (на правом берегу Свияги).

## История
Поселение входило в одну Ивановскую волость Свияжского уезда Казанской губернии с селом Большие Меми. При ревизии населения для удобства переписчиков поселению было дано название Красный Бор.

## Население
Численность постоянного населения посёлка — 12 человек (2010) (в основном русские). Летом в посёлок приезжают ещё несколько семей.

## Экономика
Основные занятия населения — сельское хозяйство, натуральное хозяйство. Главными источниками доходов домохозяйства являются работа в садах и на огородах, выращивание скота и мелкая предпринимательская деятельность.

## Фотогалерея

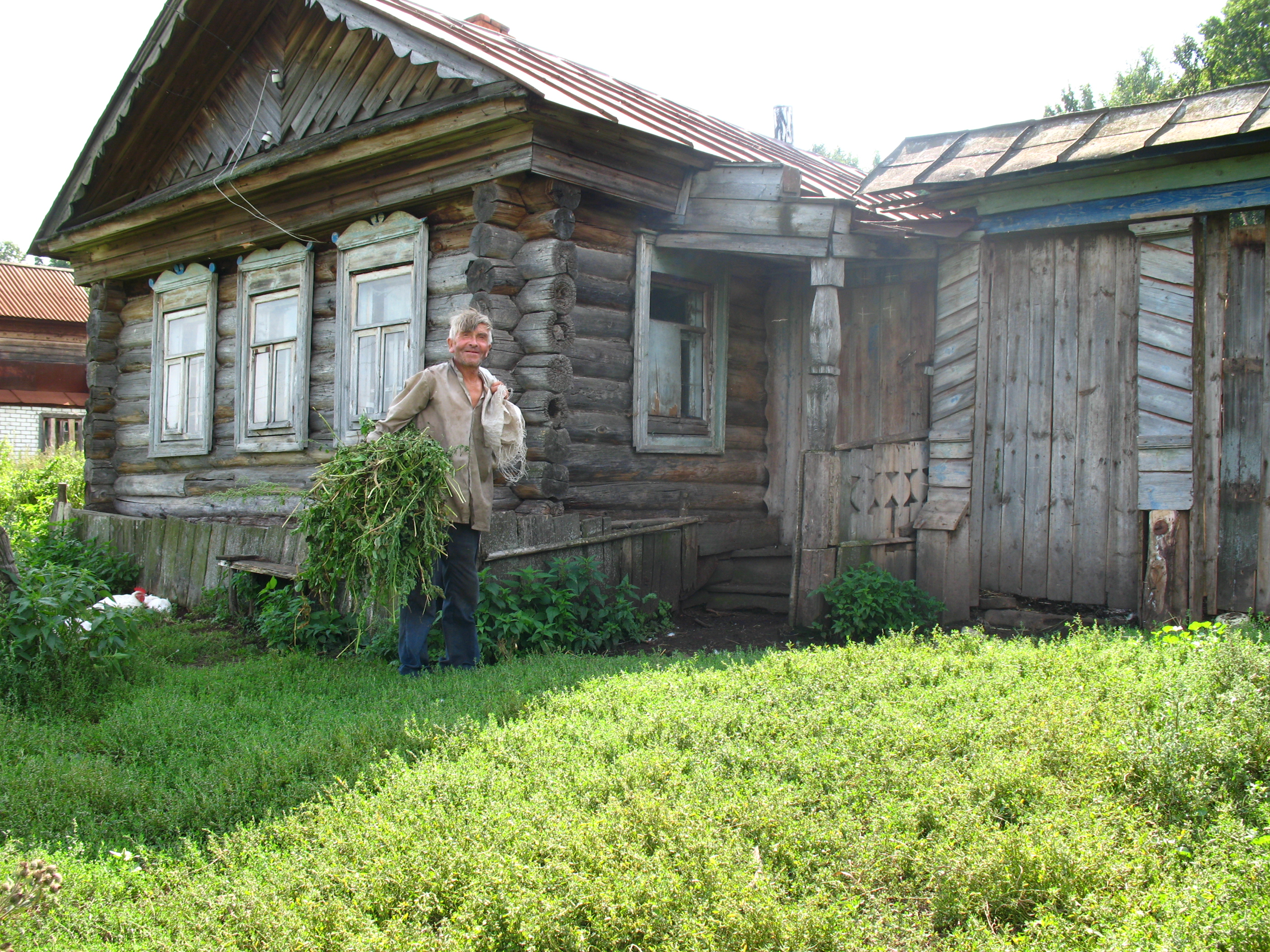
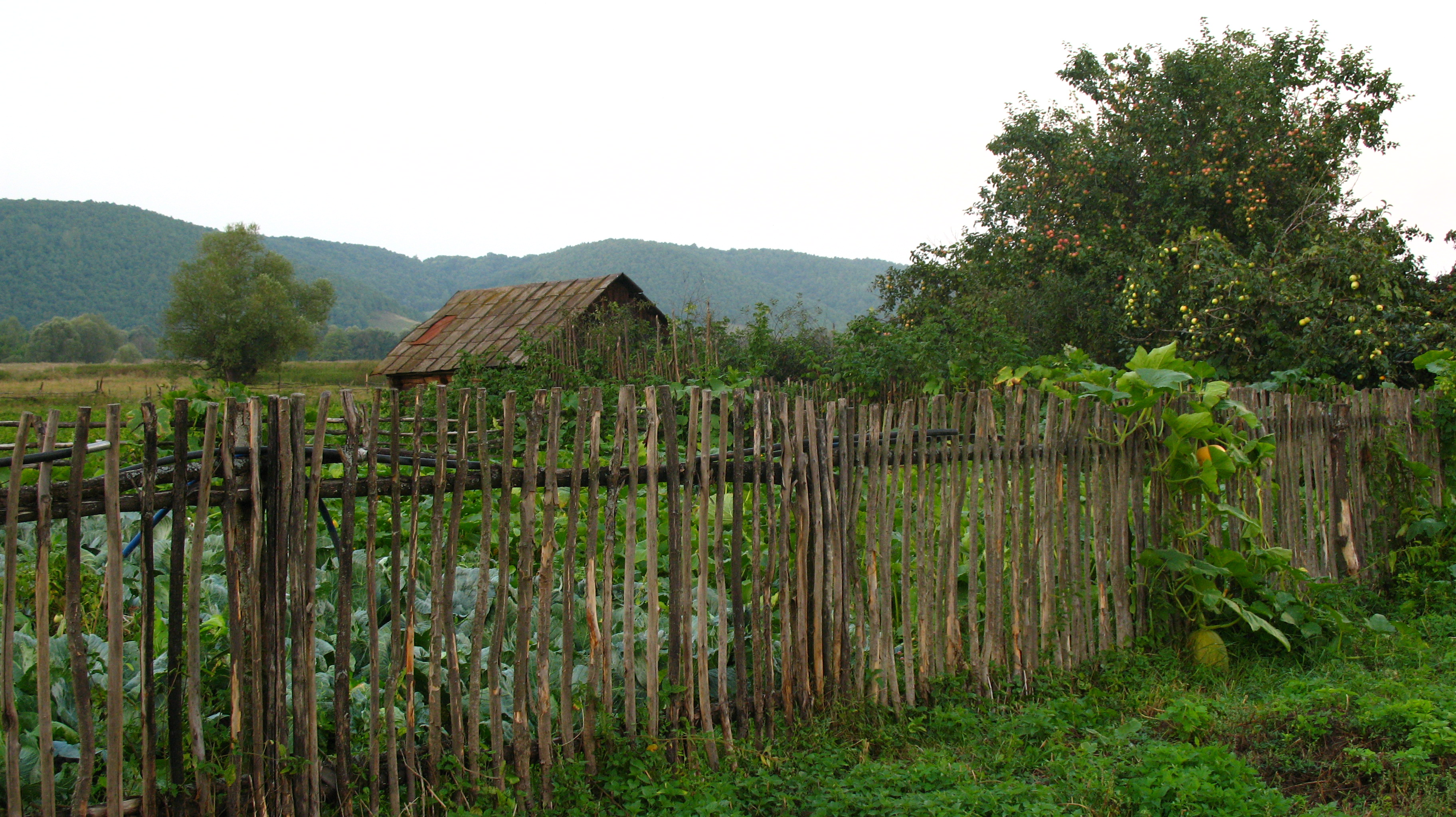
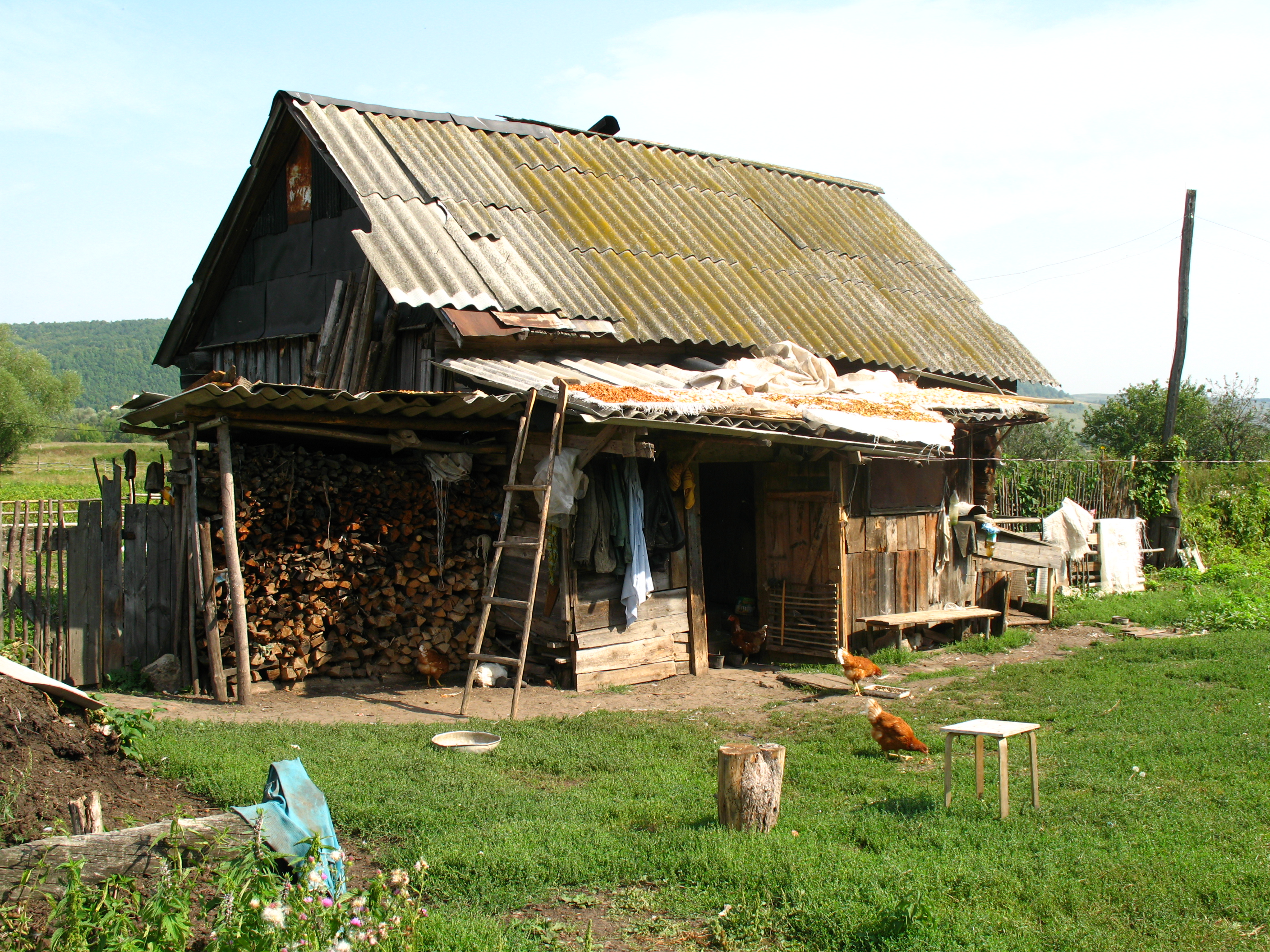